# شهرستان مارکت (میشیگان)
شهرستان مارکت، میشیگان (به انگلیسی: Marquette County, Michigan) یک سکونتگاه مسکونی در ایالات متحده آمریکا است که در میشیگان واقع شده‌است.